# Ландульф VI (князь Капуи)
Ланду́льф VI (итал. Landolfo IV di Benevento; погиб 13 июля 982) — князь Беневенто (под именем Ландульф IV) в 968—981 годах, князь Капуи в 968—982 годах. В 981 году лишился власти в Беневенто, тем самым, завершив восьмидесятилетний период унии между Капуей и Беневенто.

## Биография
Ландульф VI — старший сын Пандульфа I, к концу жизни объединившего под своей властью все лангобардские государства Южной Италии: Беневенто, Капую, Салерно и Сполето. В 968 году Ландульф стал соправителем отца в Капуе и Беневенто. При этом обойдённым оказался двоюродный брат Ландульфа — Пандульф, сын Ландульфа III (V), брата и прежнего соправителя Пандульфа I.
После смерти Пандульфа I (март 981 года) его владения были разделены: Ландульф VI стал единоличным князем в Капуе и Беневенто, а также герцогом Сполето; его брат Пандульф II — князем Салерно, откуда он вскоре был изгнан амальфитанцами. Но вскоре император Оттон II Рыжий, находившийся в это время в Южной Италии, передал Сполето Тразимунду, герцогу Камерино. В том же 981 году Ландульф VI лишился власти и над Беневенто, перешедшем к ранее обойдённому Пандульфу II, сыну Ландульфа III (V). Таким образом, к концу 981 года под властью Ландульфа VI осталось только княжество Капуя, а остальные владения его отца были потеряны.
В 982 году Ландульф VI и его брат Пандульф, изгнанный из Салерно, присоединились в Калабрии к армии Оттона II и погибли в битве с арабами при Стило (около современного Кротоне) 13 июля 982 года. Преемником Ландульфа VI в Капуе стал его младший брат Ланденульф II.